# Игнатий II Дабробосненски
Игнатий (на гръцки: Ιγνάτιος, Игнатиос) е гръцки духовник, митрополит на Вселенската патриаршия.

## Биография
Роден е в цариградския квартал Халкидон. Служи като архидякон в Босненската митрополия. Игнатий е избран за кратовски епископ през септември 1845 година и назначен за викарен епископ на Босненската митрополия. На 27 януари 1853 година наследява Герман Еласонски като еласонски митрополит в Царицани.
През ноември или на 24 декември 1860 година е преместен като босненски митрополит. За пръв път се споменава на катедрата в Босна през ноември 1860 година, когато той, заедно с другите синодални архиереи в Цариград, подписва посланието на патриарх Йоаким II Константинополски към верните на Дебърската епархия, „да издигнат на своя митрополит Генадий, владишка резиданция, за да може той постоянно да пребивава сред тях“. В 1866 година митрополит Игнатий в Босна полага основите на Босненско-банялучката семинария. На тази стъпка той се решава „пръв по своя воля и желание... за любовта на народа... за негова просвета и напредък и особено за умственото и интелектуалното и природно развитие на нашето свещенство“. Училището е основано по настояването на видните сръбски граждани на Баня Лука. Митрополит Игнатий създава и управителен съвет на училището, установява правила и осигурява материална издръжка. Сам той дарява изключително голяма сума пари 1000 императорски дуката, като основен капитал за издръжката на духовното училище. В препоръката си за поддържането и напредъка на тази институция той отчески умолява всички „да помогнат на това благочестиво дело в голяма полза на народа“.
Игнатий е добре възпитан, с добро образование и голям познавач на византийската музика.
Умира през април 1868 година в Баня Лука.